# ポーイヤックAOC
ポーイヤック （Pauillac）は、ボルドーワインの1つ。
ポーイヤックはボルドーでも最も偉大なワインを産む、メドック地区のワイン産業の中心地になっている。メドックに6つある村名AOCのひとつで、町内には、メドックの5つある1級格付けシャトーのうちの3つがある。ワインはカベルネ・ソーヴィニョン種のぶどうを主体とし、メルローとカベルネ・フランをブレンドした赤ワインで、長い貯蔵に耐える、優雅でありながらいぶし銀のような深みのある香味のワインが多い。
コミューン内にある「シャトー・ラトゥール」、「シャトー・ラフィット・ロートシルト」、「シャトー・ムートン・ロートシルト」の3つのシャトーが、メドック地区で最高の1級にランクされている。